# I'm a gambler
I'm a gambler is de enige single van Lace, als zijnde een eenpersoonsband van muziekproducent Pete Dello. Hij was daarvoor werkzaam in Honeybus. Lace kwam destijds niet aan een album toe, waarschijnlijk omdat tegelijkertijd een andere muziekgroep de naam Lace al aanhield. I’m a gambler verscheen tussen de succesperiode van Honeybus en een niet succesvolle solocarrière van Dello.
De single werd een aantal keren opnieuw uitgebracht. Daaronder bevindt zich ook een uitgave onder de groepsnaam Red Herring, het blijkt om dezelfde opname te gaan. Als B-kant verscheen op die opname uit 1973 het nummer Working class man, ook van Dello.

## Hitnotering
Het lijkt er sterk op dat I'm a gambler alleen een hitje was in Nederland en België. De UK Singles Chart maakt geen melding van dit nummer.

### Nederlandse Top 40
| Positie: | 27 | 14 | 15 | 24 | 30 | 37 | uit |

### NederlandseHilversum 3 Top 30
| Positie: | 27 | 26 | 14 | 13 | 29 | 29 | uit |

### BelgischeBRT Top 30/Ultratop 30
Deze hitlijsten bestonden nog niet

### NPO Radio 2 Top 2000
| Nummer met noteringen in de NPO Radio 2 Top 2000 | '99  | '00  | '01-'02 | '03  |
| ------------------------------------------------ | ---- | ---- | ------- | ---- |
| I'm a gambler                                    | 1918 | 1992 | -       | 1881 |

1. ↑  Een '-' betekent dat het nummer niet was genoteerd en een vetgedrukt getal geeft de hoogste notering aan.
2. ↑  Deze tabel is bijgewerkt tot en met de laatste editie (2024).